# Reticunassa festiva
Reticunassa festiva is een slakkensoort uit de familie van de Nassariidae. De wetenschappelijke naam van de soort is voor het eerst geldig geplubiceerd in 1835 door Powys.